# Аслан, Эрджюмент
Эрджюмент Аслан (тур. Ercüment Aslan; род. 7 июня 1976, Анкара) — турецкий боксёр, представитель полусредней, средней и первой средней весовых категорий. Выступал за сборную Турции по боксу в середине 1990-х — начале 2000-х годов, бронзовый призёр чемпионата мира, обладатель серебряной медали чемпионата Европы, серебряный призёр Средиземноморских игр, победитель и призёр многих турниров международного значения. В период 2002—2007 годов боксировал также на профессиональном уровне, но без особого успеха.

## Биография
Эрджюмент Аслан родился 7 июня 1976 года в Анкаре, Турция.

### Любительская карьера
Впервые заявил о себе на международной арене в сезоне 1994 года, выиграв чемпионат мира среди юниоров в Стамбуле.
В 1995 году вошёл в основной состав турецкой национальной сборной и выступил на чемпионате мира в Берлине, где на стадии четвертьфиналов полусредней весовой категории был остановлен россиянином Олегом Саитовым.
На чемпионате Европы 1996 года в Вайле боксировал в первом среднем весе и проиграл уже на предварительном этапе в 1/16 финала.
В 1997 году завоевал бронзовую медаль на мировом первенстве в Будапеште, уступив в полуфинале казаху Ермахану Ибрагимову. Кроме того, одержал победу на домашнем международном турнире «Ахмет Джёмерт» в Стамбуле, получил серебряную медаль на Средиземноморских играх в Бари, где в решающем финальном поединке был побеждён тунисцем Мохамедом Мармури.
На европейском первенстве 1998 года в Минске стал серебряным призёром, в финале потерпел поражение по очкам от француза Фредерика Эстера.
В 1999 году получил бронзовую медаль на международном турнире «Трофео Италия» в Неаполе, проиграв в полуфинале российскому боксёру Андрею Мишину. Представлял страну на чемпионате мира в Хьюстоне, но получил здесь серьёзную травму, и из-за этой травмы вынужден был пропустить Олимпийские игры в Сиднее.
Выступал на любительском уровне вплоть до 2001 года, перейдя в среднюю весовую категорию, однако значительных успехов больше не добился. В общей сложности выиграл среди любителей 175 поединков, тогда как проиграл 25.

### Профессиональная карьера
Покинув расположение турецкой сборной, в ноябре 2002 года Аслан успешно дебютировал на профессиональном уровне. Выступал преимущественно на территории Австралии, долгое время не знал поражений, хотя выходил на ринг сравнительно редко, и уровень его оппозиции был не очень высоким.
Сделав серию из шести побед подряд, в мае 2004 года в бою с малоизвестным австралийцем Дейлом Уэстерманом получил травму и проиграл техническим нокаутом.
В апреле 2005 года боксировал с представителем Фиджи Зульфикаром Джой Али за вакантный титул чемпиона Паназиатской боксёрской ассоциации (PABA) в первой средней весовой категории, но потерпел поражение нокаутом в первом же раунде.
Последний раз боксировал среди профессионалов в декабре 2007 года, выиграв по очкам у новозеландца Паза Веджо.